# Yōsuke Akimoto
Yousuke Akimoto (秋元 羊介 Amikoto Iōsuke), és un seiyuu nascut el 5 de febrer de 1944 en Tòquio (Japó). Treballa per a Mausu Promotion.

## Rols interpretats
Yousuke Akimoto ha donat veu als següents personatges:
- Bartender, d'Akira.
- Nalerov (pare de Elysse), de Plastic Little.
- Master Asia i Stalker, de G Gundam.
- Alberto, de Giant Robo.
- Musaka, de Char's Counterattack.
- Dark Lord, de Ragnarok The Animation.
- Jirochou Wasabi, de Naruto.
- Xaldin, de Kingdom Hearts II.